# Pauline Sillett
Pauline Sillett, née le 22 avril 1949 à Bury dans le Grand Manchester, est une nageuse britannique spécialiste de la nage libre. Elle est double médaillée de bronze lors des Championnats d'Europe 1966.

## Carrière
Lors des Jeux olympiques d'été de 1964 à Tokyo, elle représente le Grande-Bretagne sur le 400 m nage libre où elle termine 27e. Elle fait également partie du relais britannique du 4 x 100 m nage libre avec Sandra Keen, Liz Long et Diana Wilkinson qui termine 9e.
Deux ans plus tard, en 1966, elle remporte deux médailles de bronze lors des Championnats d'Europe dont une sur le 100 m nage libre en 1 min 02 s 05 derrière l'Allemande Martina Grunert et la Hongroise Judit Turóczy. La même année, elle participe aux Jeux de l'Empire britannique et du Commonwealth à Édimbourg où elle remporte l'or sur le 440 yards 4 nages avec Diana A. Harris, Judy Gegan et Linda Ludgrove en 4 min 40 s 06, établissant un nouveau record du Commonwealth de la distance. Elle remporte aussi le bronze sur le 440 yards nage libre avec Diana Wilkinson, Jeanette Cave et Susan Cope. Concourant sur le 110 yards, elle termine 4e.

## Palmarès
| Date | Compétition                                     | Lieu     | Place | Course               |
| ---- | ----------------------------------------------- | -------- | ----- | -------------------- |
| 1964 | Jeux olympiques                                 | Tokyo    | 9e    | 4 x 100 m nage libre |
| 1964 | Jeux olympiques                                 | Tokyo    | 27e   | 400 m nage libre     |
| 1966 | Jeux de l'Empire britannique et du Commonwealth | Kingston | 1re   | 440 yards 4 nages    |
| 1966 | Jeux de l'Empire britannique et du Commonwealth | Kingston | 3e    | 440 yards nage libre |
| 1966 | Jeux de l'Empire britannique et du Commonwealth | Kingston | 4e    | 110 yards nage libre |
| 1966 | Championnats d'Europe                           | Utrecht  | 3e    | 100 m nage libre     |
| 1966 | Championnats d'Europe                           | Utrecht  | 3e    | 4 x 100 m 4 nages    |